# Tully Bevilaqua
Tully Bevilaqua, née le 19 juillet 1972 à Merredin, est une joueuse australienne de basket-ball, évoluant au poste de meneuse.

## Club

### WNBA
- 1998: Rockers de Cleveland
- 2000-2002 Fire de Portland
- 2003-2004: Storm de Seattle
- 2005-2010 : Fever de l'Indiana
- 2011 : Silver Stars de San Antonio

### WNBL
- 1991-2000 : Perth Breakers
- 2003-2004 : Perth Lynx
- 2004-2008 : Canberra Capitals
- 2010-2011 : West Coast Waves

### Autres ligues
- Aschaffenburg Wildcats
- MKB Euroleasing Sopron

## Palmarès

### Club
- Championne WNBA 2004
- Championne de WNBL en 2006

### Sélection nationale
- Jeux olympiques
  -  Médaille d'argent aux Jeux olympiques de 2008 à Pékin,  Chine
- Championnat du monde de basket-ball féminin
  -  Médaille d'or du Championnat du monde 2006 au Brésil
- autres
  - Médaille d'or des jeux du Commonwealth 2006

### Distinctions personnelles
- Élue meilleure défenseure de WNBL en 1995, 1996, 1997, 1999, 2000
- Trophée Kim Perrot de la sportivité 2007
- Meilleur cinq défensif de la WNBA 2005, 2006, 2008, 2009
- Second cinq défensif de la WNBA 2007, 2010

## Vie privée
Après avoir eu trois enfants, elle forme une nouvelle union avec l'ancienne joueuse australienne et coach WNBA Stephanie White qui a elle-même deux enfants nés d'une précédent mariage.